# Pokreni se!
Pokreni se! je deveti studijski album Parnog valjka objavljen je 1985. u izdanju Jugotona. 
Sadrži pretežno rock pjesme, a sadrži i hitove: "Ugasi me", "Ajde igraj", "Gledam je dok spava", "Pokreni se!", "Malena". Prvi album na kojem je jedini autor pjesama Hus. Na pjesmi "Idu dani" se pojavljuje gost - Drago Mlinarec, a na pjesmi "Stojim već satima" vokal je Hus, kasnije u duetu s Akijem. Klavijature na tom albumu svirala je i Margita Stefanović.[nedostaje izvor]
Trajanje albuma: 35:10 min.

## Popis pjesama
1. Ugasi me (3:08)
2. Ovu noć (4:52)
3. 'Ajde igraj (3:14)
4. Van vremena (5:59)
5. Gledam je dok spava (4:25)
6. Pokreni se! (3:00)
7. Idu dani (2:21)
8. Stojim već satima (2:00)
9. Malena (6:06)

## Izvođači
- vokal - Aki Rahimovski
- bubnjevi - Paolo Sfeci
- bas - Srećko Kukurić
- gitara - Husein Hasanefendić - Hus

## Gosti
- vokali na "Idu dani" - Drago Mlinarec
- klavijature (osim "Stojim već satima") - Margita Stefanović - Magi
- klavijature na "Stojim već satima" - Neven Frangeš
- sintesajzer - Stanko Juzbašić
- solo gitara na "Malenoj" - Zoran Cvetković
- prateći vokali - Malkom, Vlasta, Čač i Nik

## Vanjske poveznice
- Album na službenoj stranici sastava
- Album na stranici discogs.com